# Reggie Sanders
Reginald Laverne Sanders (nacido el 1 de diciembre de 1967) es un ex jardinero derecho de las Grandes Ligas de Béisbol. Bateaba y lanzaba con la mano derecha. Jugó profesionalmente con los Cincinnati Reds, St. Louis Cardinals, Pittsburgh Pirates, Atlanta Braves, San Francisco Giants, San Diego Padres y Kansas City Royals, y fue miembro del equipo campeón de la Serie Mundial de 2001 de los Arizona Diamondbacks contra los New York Yankees.

## Carrera temprana
Sanders tenía 23 años cuando hizo su debut en las grandes ligas el 22 de agosto de 1991, después de ser seleccionado en la séptima ronda del draft amateur de 1987 por los Cincinnati Reds. Asistió al Universidad Metodista de Spartanburg antes de comenzar su carrera profesional con los Billings Mustangs de nivel Rookie de la Pioneer League en 1988.

## Carrera en el béisbol
Sanders ganó cierta notoriedad durante la temporada de 1994 cuando Pedro Martínez lo golpeó con un lanzamiento para terminar su intento de juego perfecto con un out en la octava entrada. Sanders respondió cargando hacia el montículo y desatando una pelea general. Algunos en la prensa se burlaron de él por creer que un lanzador abandonaría el intento de juego perfecto para golpear intencionalmente a un bateador.
El 20 de agosto de 2003, Sanders se convirtió en el cuadragésimo jugador en la historia de las Grandes Ligas en conectar dos jonrones en una entrada, lográndolo para los Pittsburgh Pirates contra los St. Louis Cardinals en la parte alta de la quinta entrada. Fue solo el tercer jugador de los Pirates en lograr esa hazaña. El primer jonrón de Sanders en la entrada fue el tercero de una serie consecutiva de jonrones para los Pirates; el segundo fue un jonrón con bases llenas.
Con los Cardinals, Sanders tuvo un destacado desempeño durante la Serie Divisional de la Liga Nacional de 2005 contra los San Diego Padres. En una barrida de tres juegos sobre los Padres, Sanders impulsó 10 carreras, un nuevo récord para una serie de división. En el Juego 1 de la Serie de Campeonato de la Liga Nacional de 2005, Sanders conectó un jonrón de dos carreras para dar a los Cardinals una ventaja de dos carreras, siendo su séptimo jonrón en postemporada en su carrera. Sin embargo, los Cardinals perderían la serie en seis juegos, lo que les daría a los Houston Astros su primer banderín de la Liga Nacional y su pase a la Serie Mundial.
El 10 de junio de 2006, como miembro de los Royals, Sanders conectó su jonrón número 300. Esto lo convirtió en el quinto miembro del club “300-300” de las Grandes Ligas de Béisbol, ya que había robado la base número 300 de su carrera el 1 de mayo. Se convirtió en el primer jugador en la historia en unirse al club en su estadio local. Steve Finley de los San Francisco Giants se convirtió en el sexto miembro del club “300-300” cuatro días después de que Sanders lograra la hazaña. Sanders conectó 20 o más jonrones en una temporada para seis equipos diferentes. Conectó al menos 10 jonrones en una temporada para cada equipo de las grandes ligas en el que jugó (siete en total). Sanders se perdió la mayor parte de la temporada de 2007 debido a una lesión y se convirtió en agente libre después de la temporada.

## Estadísticas de carrera
| Años | Juegos | PA   | AB   | C    | H    | 2B  | 3B | HR  | CI  | BR  | BB  | SO   | AVG  | OBP  | SLG  | FLD% |
| 17   | 1777   | 7043 | 6241 | 1037 | 1666 | 341 | 60 | 305 | 983 | 304 | 674 | 1614 | .267 | .343 | .487 | .981 |

En 64 juegos de postemporada, Sanders bateó .195 (43 de 221) con 24 carreras, 7 jonrones, 25 carreras impulsadas, 9 bases robadas y 26 bases por bolas.